# سوزان فلوید
سوزان فلوید (انگلیسی: Susan Floyd؛ زادهٔ ۱۳ مهٔ ۱۹۶۸) یک هنرپیشه تلویزیون و بازیگر سینما اهل ایالات متحده آمریکا است.
از فیلم‌ها یا برنامه‌های تلویزیونی که وی در آن نقش داشته است می‌توان به قلب تصادفی اشاره نمود.